# Salteado
Saltear (do Francês sauté, pulado; saltado, em referência ao efeito de lançar ao ar para revirar) é uma técnica da culinária muito semelhante à fritura mas que utiliza pouca quantidade de óleo, consiste em evitar que o alimento perca os sucos naturais e dessa forma preservar seu sabor. Para tanto é necessário submeter a carne, peixe ou legume à alta temperatura para poder criar uma camada protetora em volta da superfície do alimento. Após saltear, pode-se ou não partir para as demais formas de cocção.

## Etimologia
A palavra francesa sauté é o particípio passado de sauter (saltar, pular).